# 実況プレイ
実況プレイ（じっきょうプレイ）、ゲーム実況（ゲームじっきょう）、ゲーム配信（ゲームはいしん）とは、プレイヤーが実況をしながらコンピュータゲームをプレイする行為、その模様を配信する事。
これを行う者はゲーム実況者（ゲームじっきょうしゃ）、実況プレイヤー（じっきょうプレイヤー）といい、ライブ動画配信サービスで行う者はゲーム配信者（ゲームはいしんしゃ）、ゲームストリーマー（game streamer）という。職業として従事する者もおり、広義ではインフルエンサーと呼ばれる。

## 概要
ゲーム実況はおもにYouTube、Twitch、ニコニコ動画・ニコニコ生放送などの動画投稿・共有サイトやライブ配信（ストリーミング）サイトなど、インターネット上のプラットフォームにおいて行われている。また、イベント会場での実演や雑誌付録による配布も行われている。
おもな実況のスタイルとしては単なるコンピュータゲームの実況解説のほか、ゲームキャラクターの声がない場合に台詞を読みながら演じるスタイルや、プレイしながら雑談をするスタイルなどがある。また、実況などの声は一切入れずゲーム画面とゲーム音のみを配信するパターンもある。また日本においては、AquesTalkや棒読みちゃん、VOICEROIDなどの音声合成ソフトを使った「ゆっくり実況」やキャラ付けを取り入れた音声合成実況、バーチャルYouTuberなどがある。
職業としてコンピュータゲームの実況に従事する者は、動画配信サイトからの広告収入、視聴者からの投げ銭、コンピュータゲームの宣伝として配信を行うゲーム会社からの広告宣伝費、コンピュータゲーム関連のイベントや番組への出演料などで生計をたてている。職業ストリーマーの多くは、長時間のゲーム配信を連日おこなうため、話題作やライブサービス型タイトルが人気である。またeスポーツの賞金などで生計を立てているプロゲーマーとゲーム実況者を兼業する者、プロゲーミングチーム所属のゲーム実況者（ストリーマー部門）になる者もいる。eスポーツシーンにおいて、インフルエンサーとしても注目される。

## 日本での歴史

### 1980年代 - 90年代　ファミコン番組の放送から
古くは1980年代から、テレビなど動画メディアで自社の広報担当者(高橋名人や橋本名人など)によるゲームをプレイしながらの解説が行われていた。ビデオゲームを中心としたバラエティ番組『高橋名人の面白ランド』（テレビ東京）や『ファミっ子大集合』（テレビ東京）、『ゲームカタログII』（テレビ朝日）などでも実況動画が放送されていた。

### 2000年代前半　ゲームセンターCXの成功
現在のゲーム実況のベースとなったのは、2003年より放送されたよゐこ・有野がトークしながらレトロゲームをクリアに挑むテレビ番組『ゲームセンターCX』（フジテレビONE）である。凡ミスでの笑い、クリアの感動、要所でのツッコミやボケなどが現在のゲーム実況に影響を与えた。同番組の影響を公言している実況者は多く、自分のプレイを実況して視聴者に見てもらうスタイルがコンテンツとして成立することが多くの人に知られるきっかけになった。
日本のインターネットでは、初期にはPeerCastが多用された。2003年にPeerCastでWME配信が可能になったことから、日本で初めてゲーム実況が生配信されるようになった。設定が難しく敷居が高いものだったが、2006年にPeerCast配信を始めた「永井先生」を筆頭にゲーム実況がアンダーグラウンドのネットカルチャーとして徐々に広がっていた。

### 2000年代後半 - 2010年代初頭　ニコニコ動画のゲーム実況最盛期
2007年に本格サービスを開始したニコニコ動画にも生配信のゲーム実況の録画が転載され、ブームを起こすとともにゲーム実況のプラットフォームとして定着した。ニコニコ動画には2007年3月に最初の実況プレイ動画が投稿され、2010年ごろまでにニコニコ動画において実況プレイを行うプレイヤーは200人以上にのぼり、主要な動画ジャンルの一つとなった。その中でも幕末志士やボルゾイ企画、最終兵器俺達などが人気となった。2000年代後半にはStickam JAPAN!やニコニコ生放送など生配信が可能なプラットフォームも増加していった。

### 2010年代中盤 - 現在　Youtubeが主流に
実況プレイ、実況プレイヤーという言葉はニコニコ動画で使われ先に浸透したが、その後2010年代前半にYouTubeやTwitchなど他のプラットフォームが台頭するころには、ゲーム実況、ゲーム実況者、ゲーム配信、ゲーム配信者という言葉が多く使われるようになった。2010年前後のニコニコ動画のゲーム実況ブームが落ち着くと、次第にYoutubeの方が再生回数が伸びるようになった。特に2013年にHikakinGamesがYoutubeで開設されたのが大きく、元々はニコニコ動画が主流だった人がYoutubeに参入する実況者も増えた。2010年代中盤は兄者弟者やしゅーや、マックスむらい、ポッキーなどが人気を集めた。また、ニコニコで人気だった最終兵器俺達のキヨも2014年にYoutubeに参入して人気を維持した。2010年代中盤以降はMinecraftの実況動画の再生回数が伸びるようになり、様々な実況者がMinecraftを実況し、高い再生回数を記録している。
近年では、作品との関わりの深い実況者がゲーム内に登場することもある。具体例としては、龍が如くシリーズへのkson、牛沢の出演がある。

## 社会的影響

### 著作権に関する問題
コンピュータゲームの映像や静止画（スクリーンショット）は、著作権法上「映画の著作物」として保護されており、コンピュータゲームの画面を録画・撮影する行為は「映画の著作物」の「複製」となるため、著作権者の許諾を受けていない場合は著作権侵害になる。私的複製の範囲内では問題ないが、実況プレイは動画投稿サイトに実況をアップして不特定多数に見せているので私的複製とはならない。また、動画投稿サイトに実況をアップし不特定多数に見せることは「公衆送信権」の侵害となり、改変ツールなどでデータを改ざんし、実況をアップするのは同一性保持権侵害となる。実際に訴訟に発展したこともある。
2023年には、人気ゲーム『STEINS;GATE 比翼恋理のだーりん』のプレイ動画を、著作権を持つニトロプラス社等の許可を得ずに投稿したとして日本国内で初めての逮捕者が出た。この会社は実況プレイのガイドライン（後述も参照）を一般に公開していたが、この動画はそのガイドラインを守っていなかった。
以下のように権利者やコンピュータゲームによっては、非営利かつ一定の条件下であれば、実況を含めたプレイ動画の投稿を容認している場合もある。
セガから発売されている『ぷよぷよ!!』では、デモやストーリーを除いて、動画の投稿を容認しており、2021年4月には個人配信に関するガイドラインを公開した。『グランツーリスモ5』ではプレイ動画をYouTubeにアップロードする機能が備わっている。
アトラスは自社の作品『ペルソナ5』の公式ホームページで、オープニング以外を収録した動画やツイートの投稿はネタバレに当たるとし、禁止した。しかし、海外では2017年4月4日に『ペルソナ5』が発売された際、実況動画の配信がゲーム内時間の7月7日までであることに対し、SNSを中心に批判が殺到した。これを受けてアトラスは、4月26日に配信可能な範囲をゲーム内時間の11月19日までに広げた。
任天堂では2013年からYouTubeではContent IDで自社の収益になる広告を付けることを条件にプレイ動画の投稿を許諾していた。また、2014年12月からニコニコ動画でも動画投稿を公認し、2015年1月からはYouTubeで上記の広告収益を動画投稿者と分け合うためのサービスも開始した（Nintendo Creators Program）。2018年11月29日に自社のプレイ動画投稿のガイドラインを制定し、ガイドラインに従っていればYoutubeなどでの収益化も可能になった（それに伴ってContent IDの利用やNintendo Creators Programのサービスは終了した）。
カプコンでは2020年まで個人によるゲーム実況を黙認していたが、悪質なネタバレや公序良俗に反する内容を含む不適切な動画が一部で散見されたことを受けて、2021年1月に個人配信におけるガイドラインを5か国語で公開している。
この他、スクウェア・エニックスやバンダイナムコエンターテインメントでも作品ごとにガイドラインやポリシーを設けた上で個人によるゲーム実況を容認している。一方で『王様物語』、『ディシプリン*帝国の誕生』、『レッドファクション:ゲリラ』など、メーカーが宣伝目的で公式に公開する事例も見られる。
また、PlayStation 4やXbox Oneでは生配信機能が搭載されており、ゲームタイトルが対応していれば、視聴者側では「観戦」するだけでなく「アクション」も可能となっている。
なお、明確に動画の投稿を禁止する態度を示すこともあり、2011年にアダルトゲーム制作会社の「Aile」がニコニコ動画にプレイ動画をアップしたユーザーに対し「正規購入ユーザーのゲームを楽しむ権利を貶める、愚弄する行為には徹底交戦する」と徹底抗戦をしき、示談金で和解した。宣伝になるという意見に対しデータの少なさを指摘しながらも、一本道のゲームは特に被害が大きいと語り、またアンケートで「ニコニコ動画を見て買った」と回答したのは一人だけだったという。著作権侵害の動画で経営をしているとも取れるニコニコ動画のあり方にも苦言を呈している。
また、ニコニコ動画内で「実況動画チャンネル」が新設され、公式な実況動画が配信されるような仕組みも設けられた。しかし、これを用いて実況するためには、それ以前に実況動画で人気を出さなくてはいけないという現状もある。
ゲーム実況やプレイ動画、ライブ配信が楽しめる動画サイトアプリ「OPENREC.tv」では、視聴者からの「エール機能」と動画の再生時に表示される広告など「OPENREC.tv」で発生した収益の一部を配信者が受け取ることができるので、これにより配信者は、利用するゲームメーカーの著作物を選択して収益化が可能になる。「OPENREC.tv」は国内で初めて、ライブ配信に限り任天堂のタイトルを使って収益を上げることを認めるという契約を結んだ。

### ステルスマーケティング
近年では、宣伝効果を期待するゲーム会社側から著名な実況者に「先行プレイ」を依頼することも多い。これ自体は問題ないが、実況者がそのことを告げずに商品を紹介するケースもある。
マイクロソフトはXbox Oneを使用した30秒以上の動画を投稿したユーザーに、再生回数1000回につき3ドルを支払うキャンペーンを実施。投稿者に報酬が支払われること自体に問題はないが、アメリカ合衆国連邦取引委員会のガイドラインでは「報酬を受け取って商品を宣伝する場合にはそのことを明示しなければならない」とされている。